# Crato (Brazylia)
Crato – miasto w północno-wschodniej Brazylii, w stanie Ceará.
W mieście rozwinął się przemysł włókienniczy, odzieżowy, obuwniczy oraz spożywczy.